# (72819) Brunet
(72819) Brunet (2001 HX) – planetoida z grupy pasa głównego asteroid okrążająca Słońce w ciągu 5,65 lat w średniej odległości 3,17 au. Odkryta 18 kwietnia 2001 roku.